# TBO (revue)
Pour les articles homonymes, voir TBO.
TBO est une revue de bande dessinée espagnole parue pour la dernière fois en 1998.
Parue pour la première fois en 1917 à Barcelone, le succès est si important que dès cette époque toutes les revues de bande dessinée sont appelées tebeos en Espagne, de même que les sections des journaux qui publient des encarts de bande dessinée ou des histoires pour enfants. La revue paraît jusque dans les années 1970, avec une interruption pendant la guerre d'Espagne. TBO est la publication la plus prestigieuse de son éditeur, Buigas, Estivill y Viña. En 1983, le fonds éditorial du TBO est acheté par son concurrent, Bruguera. Après la faillite de l'éditeur Bruguera en 1986, le titre et les personnages sont repris en 1988 par Ediciones B et le journal continue sa parution jusqu'en 1998.